# Љубавне приче
„Љубавне прице” је југословенска телевизијска серија снимљена 1985. године у продукцији Телевизије Београд.

## Улоге
| Глумац                  | Улога |
| ----------------------- | ----- |
| Бранислав Лечић         |       |
| Владислава Милосављевић |       |
| Лазар Ристовски         |       |